# Pierre Morissette
Pour les articles homonymes, voir Morissette.
Joseph Paul Pierre Morissette (né le 22 novembre 1944 à Thetford-Mines au Québec) est un prélat de l'Église catholique. Il fut évêque du diocèse de Baie-Comeau au Québec de 1990 à 2008 puis évêque du diocèse de Saint-Jérôme au Québec de 2008 à 2019

## Biographie
Joseph Paul Pierre Morissette est né à Thetford-Mines au Québec le 22 novembre 1944. Il fut ordonné prêtre le 8 juin 1968 pour l'archidiocèse de Québec au Québec.
Il fut nommé évêque auxiliaire de l'archidiocèse de Québec le 27 février 1987. Par la même occasion, il fut nommé évêque titulaire du diocèse de Mesarfelta. Il fut consacré évêque par Louis-Albert Vachon le 12 juin 1987 avec comme co-consécrateurs Jean-Marie Fortier et Jean-Paul Labrie (de).
Le 17 mars 1990, il fut nommé évêque du diocèse de Baie-Comeau au Québec. Le 3 juillet 2008, il devint l'évêque du diocèse de Saint-Jérôme au Québec. Il se retire le 21 mai 2019.

## Succession apostolique
Pierre Morissette a ordonné les évêques suivants :
- Évêque Raymond Poisson (2012)